# MOVER (Equador)

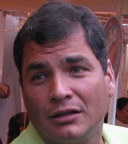
Rafael Correa

El Moviment Verd Ètic Revolucionari i Democràtic (MOVER), anteriorment l'Alianza País (AP) o, Moviment Aliança PAIS - Pàtria Altiva i Sobirana, és un partit polític de l'Equador d'esquerra i centreesquerra creat l'any 2006. El seu fundador i candidat el 2006 i el 2009 fou Rafael Correa, que obtingué la presidència en totes dues ocasions. Des de 2017, el seu president fou Lenín Moreno, va situar el partit en posicions més moderades, de centreesquerra i socialdemòcrates, allunyant-se del moviment bolivarià i el socialisme del segle XXI de l'època de Correa. Les discrepàncies amb la nova direcció van portar Correa i el seu sector a abandonar el partit l'any 2018, provocant el declivi del mateix.
Posteriorment, Moreno es va mantenir al marge dins de l'organització política, cosa que desembocaria en la seva expulsió del partit el 2021. Per renovar la seva imatge, el 4 de desembre del 2021 el moviment canvia el seu nom a MOVER i reenfoca la seva ideologia a la política verda. En les eleccions anticipades de 2023, van recolzar la candidatura de Daniel Noboa.

## Resultats electorals

### Assemblea Nacional
| Any  | Líder             | Vots       | %          | Escons    | +/– | Notes                  |
| ---- | ----------------- | ---------- | ---------- | --------- | --- | ---------------------- |
| 2009 | Rafael Correa     | 27,751,651 | 43.05      | 59 / 124  | Nou |                        |
| 2013 | Rafael Correa     | 45,955,995 | 52.30      | 100 / 137 | 41  |                        |
| 2017 | Lenin Moreno      | 3,184,004  | 39.07      | 74 / 137  | 26  |                        |
| 2021 | Lenin Moreno      | 222,092    | 2.77       | 0 / 137   | 74  |                        |
| 2023 | Valentina Centeno | Dins d'ADN | Dins d'ADN | 3 / 137   | 3   | De 17 diputats totals. |

### Assemblea Constituent
| Any  | Líder         | Vots      | %     | Escons   | +/– |
| ---- | ------------- | --------- | ----- | -------- | --- |
| 2007 | Rafael Correa | 2,806,004 | 69,47 | 80 / 130 | Nou |